# ایرن کریوی
ایرِن کریوی (انگلیسی: Eran Creevy؛ زادهٔ ۱۹۷۶، لندن) کارگردان فیلم و فیلم‌نامه‌نویس بریتانیایی است که بیشتر به‌خاطر کارگردانی فیلم‌های حیله‌گر (۲۰۰۸) و به پانچ خوش آمدید (۲۰۱۳) و چندین موزیک‌ویدئو شناخته می‌شود.

## زندگی حرفه‌ای
پس از دستیاری متیو وان در فیلم کیک لایه‌ای و وودی آلن در فیلم خبر داغ، ایرن کریوی کار خود را با کارگردانی موزیک‌ویدئو برای هنرمندانی مانند اشلی والترز آغاز کرد. طولی نکشید که او اولین تبلیغ تجاری خود را برای نوشیدنی انرژی‌زای کوکاکولا، رلنتلس (به انگلیسی: Relentless)، کارگردانی کرد. از آن زمان، او به کارگردانی موزیک‌ویدئوها ادامه داد، از جمله «مقصد کالابریا» برای الکس گائودینو که در سال ۲۰۰۷ به یکی از پنج موزیک‌ویدئوی برتر سال تبدیل شد. تبلیغ او برای یوتا سینتس (به انگلیسی: Utah Saints) در سال ۲۰۰۸ جایزه بهترین ویدئوی رقص را در جوایز موسیقی بریتانیا کسب کرد. او فیلم‌نامه و کارگردانی اولین فیلم بلند خود، حیله‌گر، را بر عهده گرفت که در سال ۲۰۰۹ در سینماهای سراسر بریتانیا اکران شد. حیله‌گر نامزد دریافت جایزه بفتا و پنج جایزه بیفا شد و از سوی مجله امپایر به‌عنوان یکی از بهترین فیلم‌های سال انتخاب شد. فیلم بعدی او به نام به پانچ خوش آمدید، در سال ۲۰۱۱ وارد مرحله تولید شد و ریدلی اسکات مدیر اجرایی تولید آن بود.